# Reflektivität (Radar)
Die Reflektivität ist in der Radartechnik ein Maß für den Rückstreuquerschnitt von diffusen Zielen und dient bei dem Niederschlagsradar zur Ermittlung der Regenrate. Das Maß ist vergleichbar mit der effektiven Rückstrahlfläche beim Aufklärungsradar. Die Reflektivität ist abhängig von der Größe und der Anzahl von Regentropfen pro Volumen und hat die Maßeinheit mm6/m3. Sie ist proportional zur Energie, die von sämtlichen Streuteilchen im Radarstrahl zur Antenne zurückgestreut wird.
Formal ist die Reflektivität Z definiert als:
{\displaystyle Z=\sum _{i=1}^{n}\,D_{i}^{6}}
mit {\displaystyle D_{i}} als kugeläquivalenter Durchmesser des {\displaystyle i}-ten Partikels und {\displaystyle n} als Anzahl der Regentropfen pro Volumeneinheit.
|                                   | Reflektivität Z                   |
| --------------------------------- | --------------------------------- |
| ergiebiger Landregen (stratiform) | {\displaystyle 200\cdot R^{1,6}}  |
| starker Regenschauer (orographic) | {\displaystyle 31\cdot R^{1,71}}  |
| Gewitter (konvektiv)              | {\displaystyle 286\cdot R^{1,37}} |
| Schnee                            | {\displaystyle 2000\cdot R^{2}}   |

Da die von der Antenne empfangene Energie aber von vielen Faktoren abhängt, wurde für meteorologische Ziele die Reflektivität speziell definiert, in dem alle anderen Einflüsse zu nur noch einem Faktor und einem Exponent zusammengefasst wurden um einen empirischen Zusammenhang zur Regenrate R mit zwei Variablen {\displaystyle (a,b)} herzustellen. Die Reflektivität hängt damit nur noch von den Eigenschaften der Ziele ab. Bei Regen ist sie umso größer, je mehr und je größere Regentropfen in der Luft enthalten sind. 
Die Reflektivität wird meist in der logarithmischen Einheit dBZ angegeben, wobei dB das Kürzel für Dezibel ist und Z für die Reflektivität steht:
{\displaystyle Z\,[dBZ]=10\cdot \log \left({a\cdot R^{b}}\right)}
In manchen Darstellungen wird die Reflektivität auch durch den Kleinbuchstaben z repräsentiert, während der Großbuchstabe Z als logarithmische Größenangabe verstanden wird.

## Differentielle Reflektivität
Polarimetrische Radargeräte können durch Vergleich der Echosignale, die mit verschiedener Ausrichtungen der linearen Polarisation empfangen wurden, eine differentielle Reflektivität bestimmen, mit deren Hilfe die Größe der Hydrometeore bestimmt werden und zwischen Regen und Hagel unterschieden werden kann. Die differentielle Reflektivität wird berechnet nach:
{\displaystyle Z_{\mathrm {DR} }=10\log \left({\frac {z_{\mathrm {h} }}{z_{\mathrm {v} }}}\right)=Z_{\mathrm {h} }-Z_{\mathrm {v} }}
Der gemessene Wert der differentiellen Reflektivität kann den Wertevorrat von leicht negativ (Kennzeichen für Hagelkörner, nur diese können „hochkant“ fallen), Null für Hagel oder für Regentropfen mit einem Durchmesser von kleiner als 0,3 mm, sowie relativ hohen positiven Werten von bis zu 5–6 dB für größere, durch den Luftwiderstand abgeplattete Regentropfen annehmen.